# Naonobu Fujii
Naonobu Fujii (em japonês:  藤井 直伸, Fujii Naonobu, Miyagi, 5 de janeiro de 1992 – 10 de março de 2023) foi um jogador de voleibol japonês que atuou na posição de levantador.

## Carreira

### Clube
Fujii jogou no Toray Arrows desde 2014. Com o clube da cidade de Mishima, o levantador conquistou os títulos do Campeonato Japonês e da Copa do Japão, ambos na temporada 2016–17.

### Seleção
Estreou pela seleção adulta japonesa na Liga Mundial de 2017. No mesmo ano conquistou o título do Campeonato Asiático ao derrotar a seleção cazaque por 3 sets a 1. Em 2021 representou o seu país nos Jogos Olímpicos de Tóquio, onde terminou na sétima posição. Em setembro do mesmo ano foi vice-campeão do Campeonato Asiático ao perder a final para a seleção iraniana por 3 sets a 0.

## Morte
Fujii morreu em 10 de março de 2023, aos 31 anos, devido a um câncer de estômago.

## Títulos
Toray Arrows
- Campeonato Japonês: 2016–17
- Copa do Japão: 2016–17

## Clubes
| Anos      | Clube        |
| --------- | ------------ |
| 2014–2023 | Toray Arrows |